# USS Shipley Bay (CVE-85)
USS Shipley Bay (CVE-85) là một tàu sân bay hộ tống lớp Casablanca được Hải quân Hoa Kỳ chế tạo trong Chiến tranh Thế giới thứ hai. Nó đã hoạt động cho đến hết Thế Chiến II, xuất biên chế năm 1946 và bị bán để tháo dỡ năm 1959. Shipley Bay được tặng thưởng hai Ngôi sao Chiến trận do thành tích phục vụ trong Thế Chiến II.

## Thiết kế và chế tạo
Shipley Bay được đặt lườn vào ngày 22 tháng 11 năm 1943 tại Xưởng tàu Vancouver của hãng Kaiser Company, Inc. ở Vancouver, Washington. Nó được hạ thủy vào ngày 12 tháng 2 năm 1944; được đỡ đầu bởi bà L. B. Richardson; và được Hải quân sở hữu và nhập biên chế vào ngày 21 tháng 3 năm 1944 dưới quyền chỉ huy của Hạm trưởng, Đại tá Hải quân Edgar T. Neale.

## Lịch sử hoạt động
Shipley Bay tiến hành chạy thử máy dọc bờ biển khu vực San Diego-San Pedro, California cho đến ngày 3 tháng 5 năm 1944, khi nó thực hiện chuyến đi đầu tiên đến Trân Châu Cảng và khu vực Nam Thái Bình Dương vận chuyển máy bay thay thế và phi công đến các căn cứ nơi tuyến đầu. Nó đi lại giữa vùng bờ Tây, Trân Châu Cảng, Majuro, Guadalcanal và Tulagi cho đến tháng 10, vận chuyển tống cộng 496 máy bay trong giai đoạn này.
Shipley Bay sau đó được phân công tiếp liệu tàu sân bay hạm đội, chuyển giao phi công, máy bay và đạn dược cho các tàu sân bay nhanh thuộc Lực lượng Đặc nhiệm 38. Nó đã ba lượt gặp gỡ Lực lượng Đặc nhiệm 38 để tiếp liệu, cung cấp hơn 100 máy bay; lượt thứ nhất từ ngày đến ngày 17 đến ngày 29 tháng 10 tại vị trí 150 mi (240 km) về phía Đông Samar, Philippines. Lượt thứ hai diễn ra cách 450 mi (720 km) về phía Đông Luzon từ ngày 10 đến ngày 24 tháng 12; và lượt cuối cùng từ ngày 26 tháng 12 năm 1944 đến ngày 12 tháng 1 năm 1945 cách 350 mi (560 km) về phía Đông Bắc Luzon. Nó sau đó quay về Trân Châu Cảng và hoạt động như một tàu sân bay huấn luyện trong ba tháng tiếp theo.
Vào ngày 22 tháng 4, Shipley Bay rời Trân Châu Cảng để đi Okinawa ngang qua Guam cho hoạt động tác chiến đầu tiên của nó. Từ ngày 7 đến ngày 16 tháng 5, máy bay từ chiếc tàu sân bay đã tấn công các cứ điểm, kho tiếp liệu, trạm radar và hầm trú ẩn đối phương, thực hiện tổng cộng 352 phi vụ. Vào ngày 16 tháng 5, đang khi được tiếp nhiên liệu từ tàu chở dầu Cache (AO-67), các thùng chứa xăng máy bay của nó bị hư hại, và con tàu bị buộc phải quay trở về Guam để sửa chữa. Nó quay trở lại tác chiến ngoài khơi Okinawa vào ngày 9 tháng 6 cùng năm tàu sân bay hộ tống khác, và từ ngày 14 đến ngày 16 tháng 6, các cuộc không kích được nhắm vào Miyako-jima và Ishigaki-jima nhằm vô hiệu hóa sân bay trên các đảo này. Máy bay của nó lại tấn công các sân bay này từ ngày 18 đến ngày 22 tháng 6, trước khi nó rời khu vực chiến sự quay trở về Hoa Kỳ để đại tu.
Shipley Bay vẫn đang được sửa chữa tại San Diego khi Nhật Bản đầu hàng kết thúc cuộc xung đột. Nó khởi hành từ đây vào ngày 26 tháng 9 để tham gia Chiến dịch "Magic Carpet", hoạt động hồi hương lực lượng quân đội từ nước ngoài. Con tàu đã đi lại giữa San Francisco và Trân Châu Cảng, Okinawa và Kwajalein, hồi hương hàng ngàn binh lính và cựu quân nhân trở về Hoa Kỳ.
Shipley Bay lên đường đi Boston, Massachusetts vào tháng 2 năm 1946, đến nơi vào ngày 9 tháng 3, và được chuẩn bị để ngừng hoạt động. Nó được cho xuất biên chế và đưa về Hạm đội Dự bị Đại Tây Dương vào ngày 28 tháng 6 năm 1946. Tên nó được cho rút khỏi danh sách Đăng bạ Hải quân vào ngày 1 tháng 3 năm 1959 và con tàu bị bán để tháo dỡ vào ngày 2 tháng 10 năm 1959.

## Phần thưởng
Shipley Bay được tặng thưởng hai Ngôi sao Chiến trận do thành tích phục vụ trong Thế Chiến II.